# کاکتوس‌های کم‌خار
کاکتوس‌های کم‌خار (نام علمی: Tacinga) نام یک سرده از زیرخانواده انجیری‌واران است.